# San Martino di Venezze
San Martino di Venezze es una localidad y comune italiana de la provincia de Rovigo, región de Véneto, con 4.007 habitantes.

## Evolución demográfica
| Gráfica de evolución demográfica de San Martino di Venezze entre 1861 y 2001 |
|                                                                              |
| Fuente ISTAT - elaboración gráfica de Wikipedia                              |